# WTA German Open 1989
Il WTA German Open 1989 è stato un torneo di tennis giocato sulla terra rossa.
È stata la 77ª edizione del German Open, che fa parte della categoria Tier I nell'ambito del WTA Tour 1989.
Si è giocato al Rot-Weiss Tennis Club di Berlino in Germania dal 15 al 21 maggio 1989.

## Campionesse

### Singolare
Steffi Graf ha battuto in finale  Gabriela Sabatini con il punteggio di 6–3, 6–1.

### Doppio
Elizabeth Smylie /  Janine Tremelling hanno battuto in finale  Lise Gregory /  Gretchen Magers con il punteggio di 5–7, 6–3, 6–2.